# سووتسکی (آدیغیه)
سووتسکی (به لاتین: Sovetsky) یک منطقهٔ مسکونی در روسیه است که در آدیغیه واقع شده‌است.